# Nikolaj og Julie
Nikolaj og Julie é uma série de televisão dinamarquesa exibida pela DR1 entre 2002-2003, estrelando Peter Mygind e Sofie Gråbøl nos papeis principais. Foi premiada com um Emmy Internacional de melhor série dramática.
Estima-se que cerca de um milhão e meio de telespectadores tenham visto cada episódio da série, em média. Um remake norte-americano está sendo preparado pela rede de TV NBC.

## Sinopse
Nikolaj e Julie, formam um jovem casal que se reencontram em Tivoli, casando logo depois de terem seu primeiro filho. Tudo parece ir bem até às pressões do trabalho, a criação dos filhos e amizades fazerem o relacionamento entrar em crise.

## Elenco
- Peter Mygind ... Nikolaj Bergstrøm
- Sofie Gråbøl ... Julie Krogh Andersen
- Dejan Cukic ... Philip Krøyer
- Sofie Stougaard ... Karina Kristensen
- Jesper Asholt ... Frank Kristensen
- Therese Glahn ... Søs Krogh Andersen
- Jonatan Tulested ... Jonatan Kristensen
- Mattias Tulested ... Mattias Kristensen
- Helle Fagralid ... Iben Vangsø
- Samir Di Johansson ...Advokat
- Nanna Jønsson-Moll	...Emma Bergstrøm Andersen
- Henning Jensen ...Hoffmann
- Peter Gantzler ... Lars Eriksen
- Lars Mikkelsen...Per Køller